# Henri Lagriffoul
Henry (Albert) Lagriffoul (1907 - 1981) fue un escultor y medallista francés. 

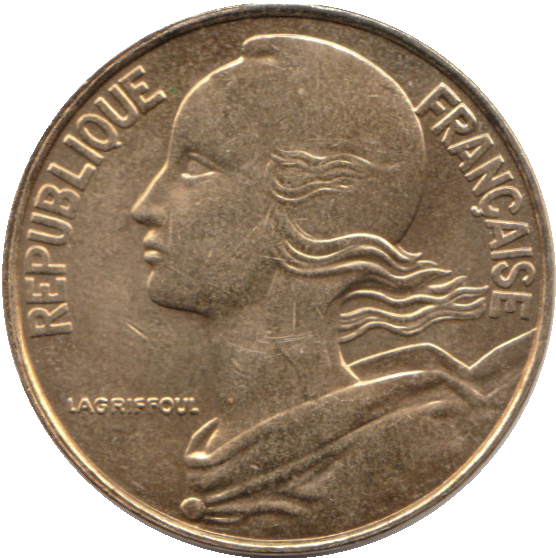
Anverso de la pieza de 20 céntimos de franco, con la imagen de Marianne (1962)

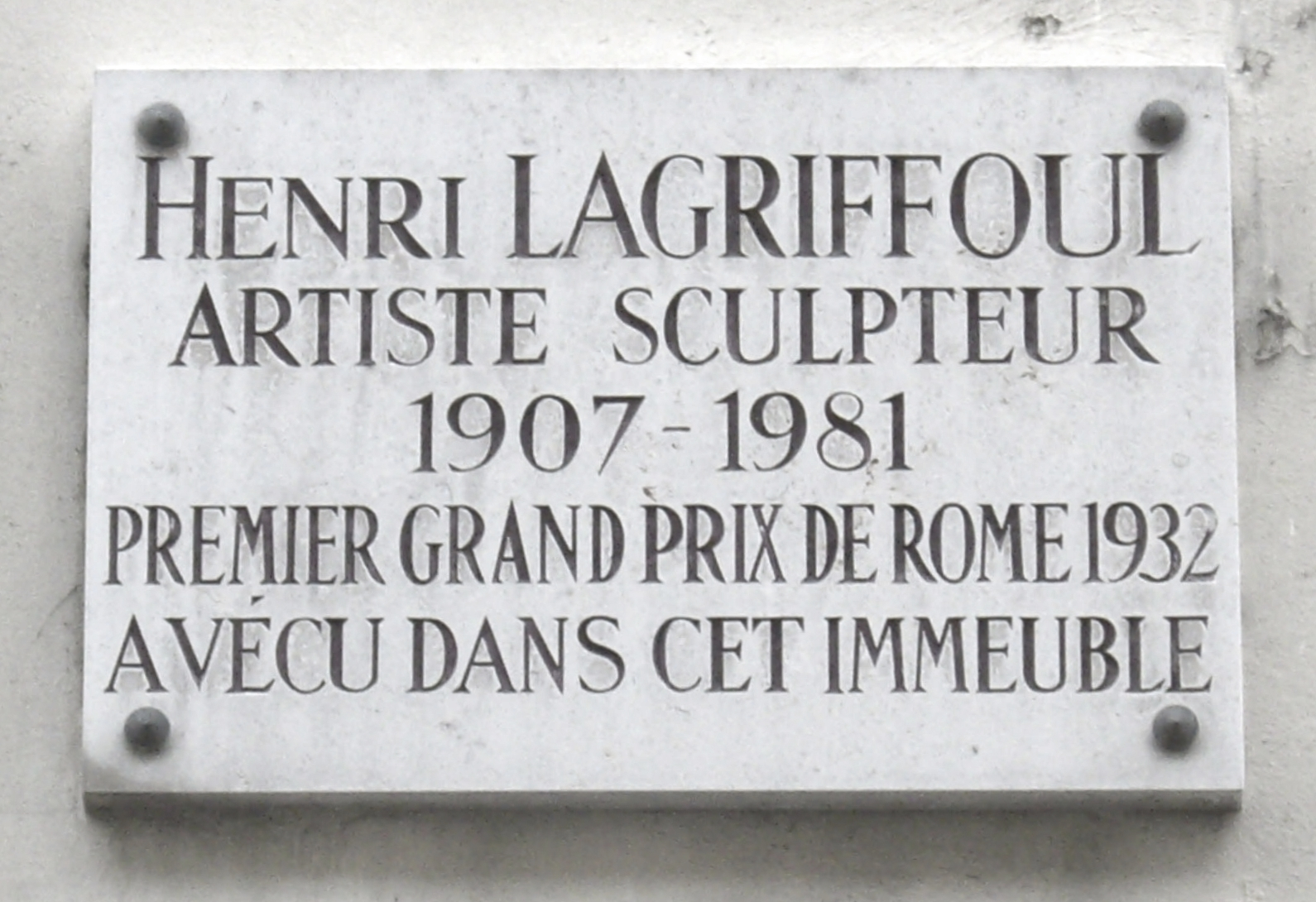
Placa conmemorativa en el n° 5 de la rue Mazarine, Paris 6, donde vivió el escultor Henri Lagriffoul (1907-1981)

## Biografía
Henry Lagriffoul nació en París en 1907, en la rue del Temple, donde su padre tenía una tienda de joyería. Este medio, a la vez artístico y técnico, despierta rápidamente la sensibilidad estética de las formas y materiales. Es un buen estudiante en la escuela secundaria Turgot y sus profesores le aconsejaron estudiar ciencias, pero él sabe lo que quiere hacer: escultura. En 1924 se incorporó a la Escuela de Bellas Artes, sólo tenía 17 años. Se convirtió en un discípulo de Paul Landowski, por la que siempre tendrá una gran admiración. 

## Antes de la guerra
En 1932 ganó el Primer Gran Premio de Roma en escultura, de artistas codiciado. La Villa Medici está abierta a él por un plazo de tres años, se dedicará a la consecución de sus primeras obras importantes y el descubrimiento del mundo mediterráneo y sus obras de arte. Se casó con su compañero escultor Germaine Rességuier, con quien tuvo dos hijos. 
A su regreso, fundó su estudio en la Rue Mazarine de París. Como muchos artistas, trabajó para la Exposición Internacional de 1937 y realiza cuatro grandes relieves en bronce dorado para el teatro del Palacio de Chaillot (actualmente el Museo de Mont-de-Marsan). Ese mismo año participan en el Comité Francia-América, realizando dos grandes bustos de bronce de Cavelier de La Salle, los cuales son ofrecidos por Francia a los Estados de Luisiana y Texas, durante la celebración de aniversario del tercer centenario del Descubrimiento de estos territorios.

## Madurez
Es el conflicto de 1939-1945 es condecorado con la Cruz de Guerra. Como Francia se ha embarcado en una política de reconstrucción, trabaja de forma continuada con los arquitectos. Hizo el primer gran monumento a los presos políticos en Auxerre, en 1949, donde se expresa, no tanto en el sufrimiento de los mártires sino su determinación a no someterse a la tiranía. Para la Facultad de Medicina de París, en la calle de los Saints Peres, ejecuta en 1950, tres medallones en relieve con el tema de la medicina egipcia. 
En 1952, realiza para la Presidencia del Consejo, la gran estatua de piedra de el Otoño, que se coloca en el vestíbulo del Hotel de Montalivet, en la rue de Varenne, frente al Hotel de Matignon. En 1957 graba un gran mural sobre piedra para la Bolsa de Comercio de Le Havre. Es también el autor del bajorrelieve en bronce de la Deportación , un corazón desgarrado por alambre de púas, para el Memorial de la Francia Combatiente en Mont Valérien, en 1959.
El arte sagrado ocupa un lugar relativamente importante en su trabajo. Entre ellas figuran la Virgen de la Anunciación de la iglesia de Saint-Médard (París) y el altar principal de madera de la Capilla de los Contratistas con la Virgen y el Niño en la catedral de Rouen de 1956 ... También trabajó con ahínco en la restauración de las escuelas de Francia. 
La Monnaie de París, utiliza su talento para la realización de monedas y medallas. Es sobre todo conocido como autor de la cara de la moneda de 5, 10 y 20 céntimos de franco, el perfil de Marianne, sustituido en 2002 por los céntimos de Euro Podemos citar entre sus aproximadamente sesenta obras: la insignia del mejor artesano en Francia, la moneda de la boda del príncipe Raniero de Mónaco y Grace Kelly en 1956 y la moneda de 100 francos monegascos en 1958, justo antes de la pieza francesa en 1960. A través del arte de la moneda, hay muchos personajes famosos como Felipe el Hermoso, Confucio, León XIII, Picasso, Lord Bertrand Russell, Alberto Magno, François Mansart, Virginia Woolf …

## Docencia

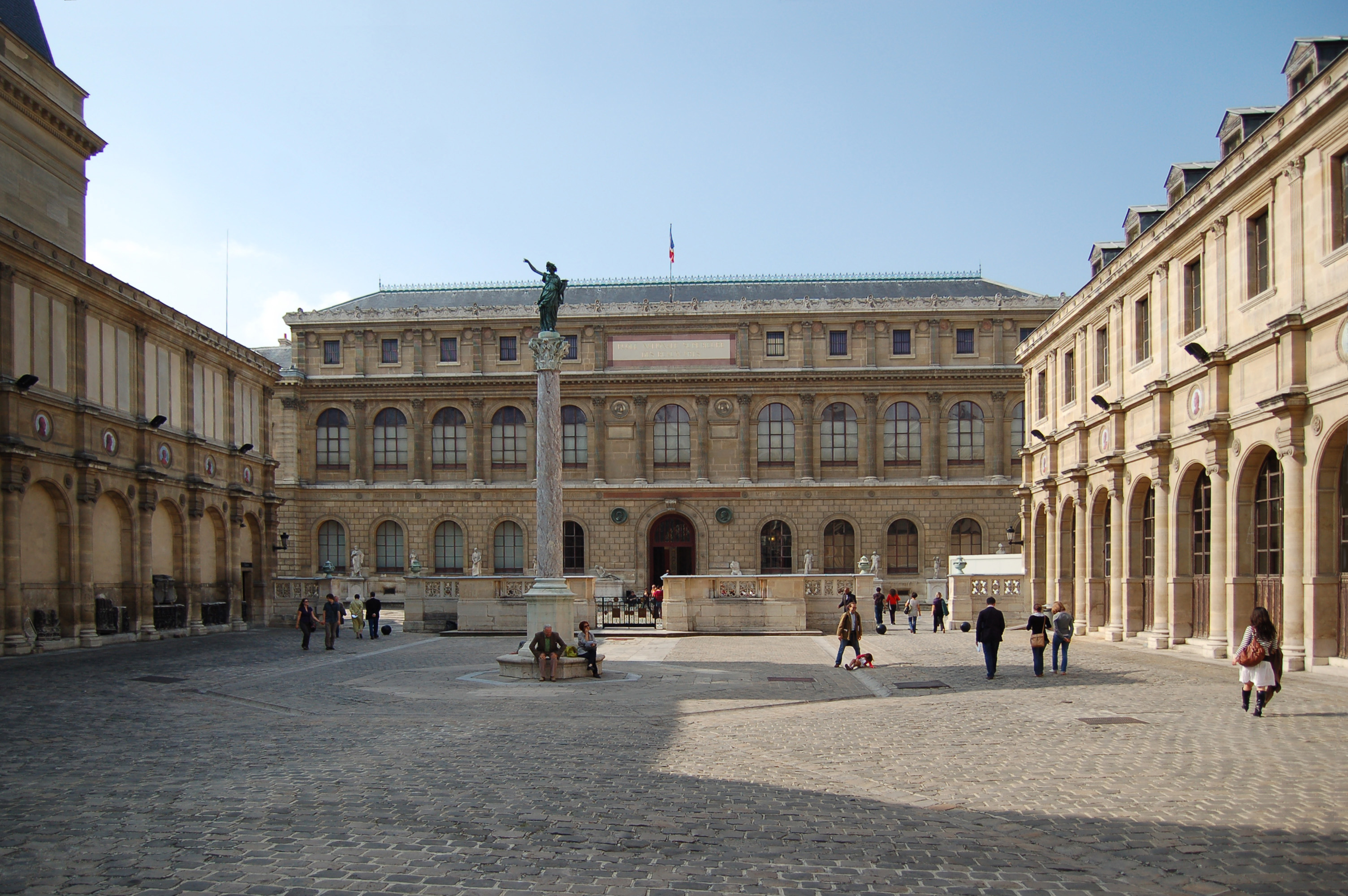
École Nationale Supérieure des Beaux-Arts.

Fue nombrado profesor en la Ecole Nationale Supérieure des Beaux-Arts en 1945 y enseñó desde 1969 en la escultura de la Escuela Politécnica y modelado. Pero para él, el arte no se enseña, debemos contentarnos con enseñar el material técnico e intelectual, las normas de composición, la enseñanza de cómo analizar las formas ... para el resto, hay que dejar a los estudiantes la libertad de encontrar y expresar por sí mismos, para que puedan escapar a las academias.

## Trabajo
Escapa Lagriffoul de los intentos de clasificación, para su investigación estética es particularmente diverso. Su obra, de hecho, tiene muchas facetas, pero se caracteriza, en gran medida de las palabras mesuradas, la armonía, fuerza y tamaño. Se levanta en la gran tradición del arte griego, egipcio, románico y gótico de nuestras catedrales. A través de su enseñanza, su contacto regular con las generaciones más jóvenes, y su convicción de que el arte debe adaptarse a los cambios tecnológicos y los nuevos materiales, su trabajo presenta una evolución constante.

## Museos
- La Piscine, Museo de Arte e Industria de Roubaix
- Le Centre Culturel Paul Landowski, ubicado en la Avenida Morizet en Boulogne-Billancourt, incluido su alojamiento en el Museo de los Años Treinta.
- Museo de Mont-de-Marsan
- Museo Departamental de Oise
- Musée des Beaux-Arts d'Arras